# Papiamenta
Papiamenta is een geslacht van spinnen uit de familie van de trilspinnen (Pholcidae).

## Soorten
Het geslacht kent de volgende soorten:
- Papiamenta levii (Gertsch, 1982)
- Papiamenta savonet Huber, 2000

## Verspreidingsgebied
De soorten zijn endemisch op Curaçao.